# Route nationale 141a
La route nationale 141A, ou RN 141A, est une ancienne route nationale française, antenne de la route nationale 141, reliant Clermont-Ferrand à la frontière communale entre Olby et Nébouzat, au lieu-dit Les Quatre Routes.

## Histoire
Jusqu'en 1842, cette section était utilisée par la route nationale 89, avant rectification du tracé par Beaumont, Ceyrat et Saint-Genès-Champanelle (Theix).
La route nationale 141A est créée dans les années 1930, à partir des chemins de grande communication (Gc) nos 30 de Clermont-Ferrand à la Baraque (commune d'Orcines) et 16 de Rochefort-Montagne à Orcines. Elle est d'ailleurs définie comme « l'annexe de la route no 89 par le col de la Moreno ».
La réforme de 1972 entraîne le déclassement de cette route et la gestion confiée au département du Puy-de-Dôme, en deux étapes :
- la section 1 comprise entre l'intersection avec la RN 9 et la RN 141B est déclassée avec effet au 1er janvier 1974, soit une longueur de 6,340 km ;
- la section 2 comprise entre l'intersection avec la RN 141B et avec la RN 89 est déclassée avec effet au 1er janvier 1973, soit une longueur de 12,274 km.

Ces deux sections portent le numéro D 941A.
Parallèlement à la deuxième réforme de transfert des routes nationales aux départements de 2005, afin de « rationaliser la numérotation de l'itinéraire Clermont-Ferrand – Limoges », la D 941A a été renommée D 941 sur la section 1 et D 942 sur la section 2.

## Tracé
- Clermont-Ferrand
- Bellevue, commune d'Orcines
- La Baraque, commune d'Orcines

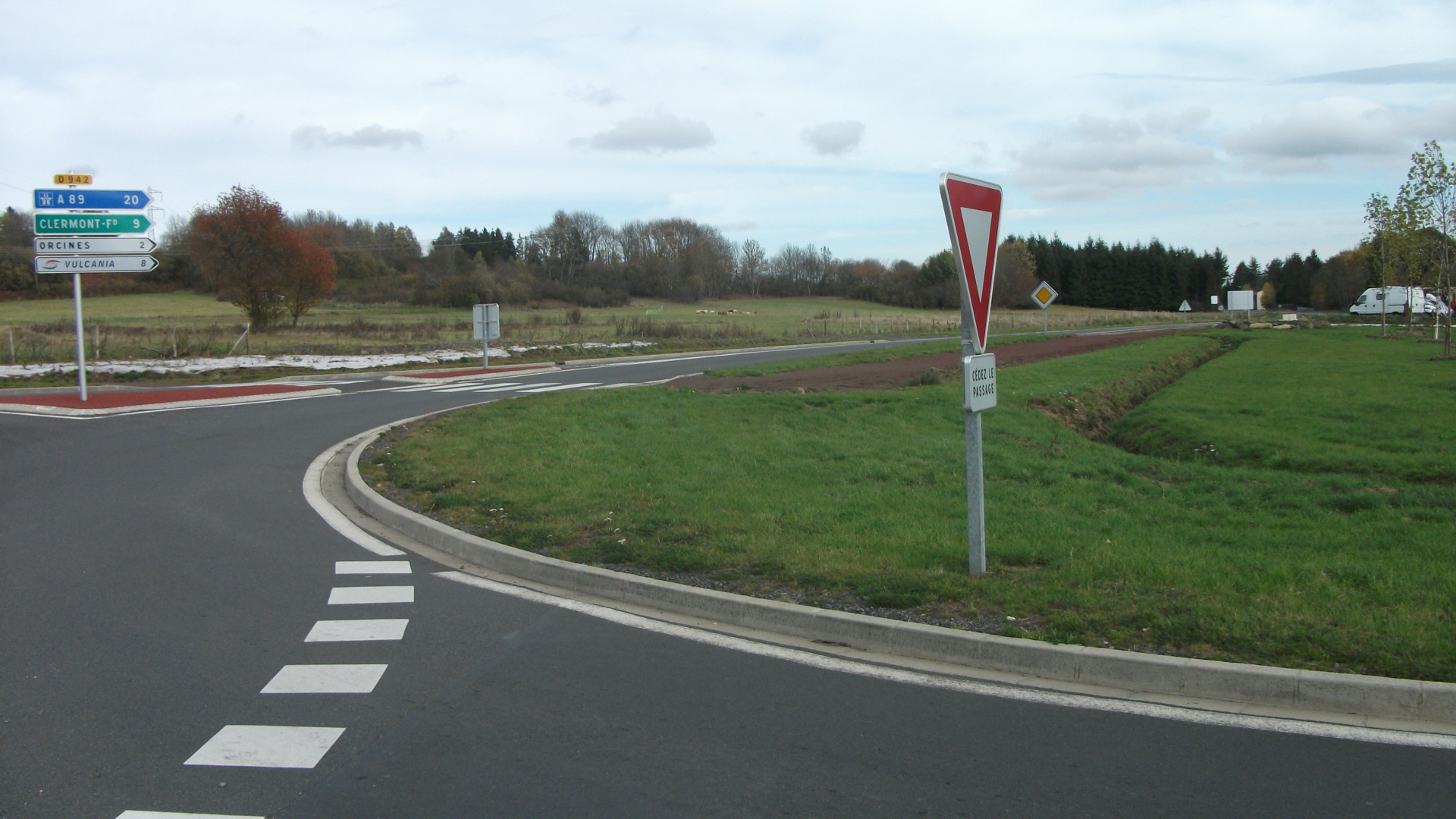
En direction de Clermont-Ferrand en 2011.

- Col de la Moreno (altitude 1 065 m)
- Les Quatre Routes, frontière communale Olby/Nébouzat

### Intersections
Les actuelles D 941 et 942 croisaient bon nombre de routes départementales desservant des quartiers des communes d'Orcines (comme la RD 90 ou la RD 68) ou de Saint-Genès-Champanelle (RD 767A ou RD 52).
Aux Quatre Routes, l'ancienne nationale se terminait au carrefour, actuellement giratoire, avec la route nationale 89 (devenue route départementale 2089) et la route départementale 216.

## Sites remarquables
- Sommet du Puy de Dôme (altitude 1 465 m).
- Chaîne des Puys

## Trafic
En 2006, un poste de comptage permanent installé sur la route départementale 941a de l'époque enregistrait 4 761 véhicules par jour.